# 日本ロボット外科学会
一般社団法人日本ロボット外科学会（英: Japan Robotic Surgery Society, JROBO）は、2007年発足の外科手術用ロボットの最先端の技術を国内に浸透させていくための研究と議論、さらなる発展のための学会である。
ロボットを用いて行う手術全てにかかわる臓器診療科を横断的に考え、ロボットを使う外科系医師が参加する会であり、習熟の段階に応じて「Robo Doc pilot」という認定証を交付している。クラスは国内B、国内A、国際B、国際Aとあり、それぞれ症例数や論文によるステップアップが可能である。
現在会員数は1700人、Robo Doc pilot取得者は延べ358人である。（2020年9月現在）

## 理事長
- 渡邊剛（ニューハート・ワタナベ国際病院）

## 事務局
〒168-0065
東京都杉並区浜田山 3丁目19-11
ニューハート・ワタナベ国際病院内
日本ロボット外科学会 事務局

## 機関誌
- 「Innovations」